# Georges II Terter
Pour les articles homonymes, voir Georges II.
Georges II Terter  (bulgare: Георги Тертер II), né à une date inconnue et mort en 1323, est brièvement tsar des Bulgares de 1322 à sa mort. Il est le dernier souverain de la dynastie Terter (en). Sous son court règne, il profite de la querelle dynastique qui agite Byzance pour s'emparer de Philippopolis mais s'éteint au moment de la contre-attaque des forces byzantines menées par Andronic le Jeune.

## Biographie
Fils du tsar Todor Svetoslav et de sa première épouse Euphrosyne, il succède à son père.
Mettant à profit la guerre civile dite des « deux Andronic » (1321-1328) qui déchire l’empire byzantin en opposant Andronic II et son petit-fils Andronic III, Georges II Terter envahit la Thrace occupe Philippopoli et s’avance jusqu’à Andrinople. Le jeune Andronic le force à battre en retraite et Georges II Terter meurt peu après dans des circonstances inconnues.
Georges II Terter, qui ne semble pas avoir contracté d’union, disparaît sans héritier.

## Sources
- Louis Bréhier, Vie et mort de Byzance, Albin Michel, Paris, (1946), réédition 1969.